# Sultangazi

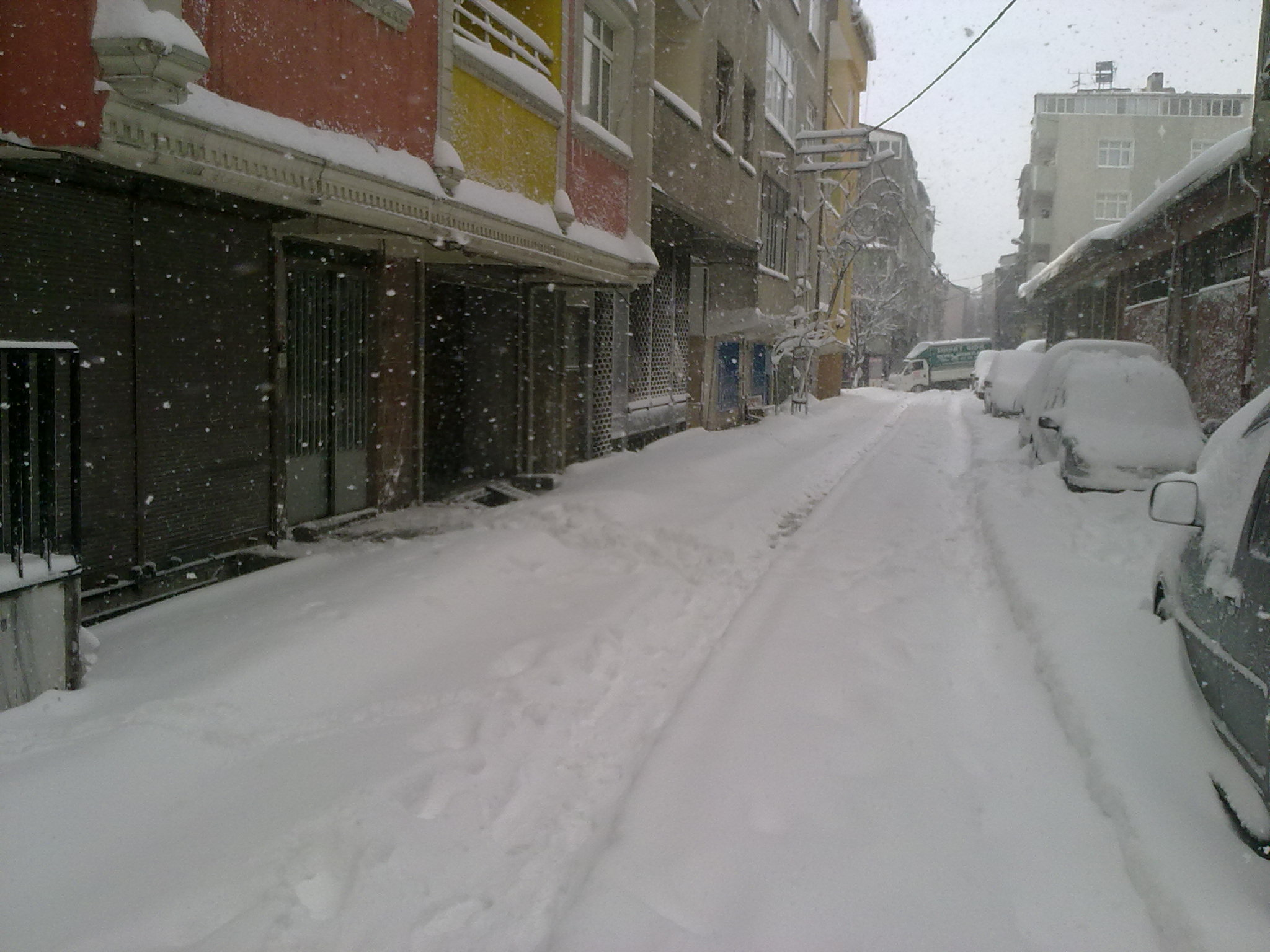
Sultangazi in inverno (2012)

Sultangazi è un distretto e un comune soggetto al comune metropolitano di Istanbul. È situato sulla parte europea della città.